# Joost-Pieter Katoen
Joost-Pieter Katoen (né le 6 octobre 1964 à Krimpen aan den IJssel) est un informaticien théorique néerlandais. Il est professeur en informatique et chef du groupe de modélisation et de vérification de logiciels à l'université polytechnique d'Aix-la-Chapelle. De plus, il est associé à temps partiel au groupe Méthodes et outils formels de l'université de Twente.

## Éducation
Katoen a obtenu sa maîtrise avec distinction en informatique de l'université de Twente en 1987. En 1990, il a obtenu un doctorat en ingénierie de l'université de technologie d'Eindhoven et en 1996, il a obtenu son doctorat en informatique de l'université de Twente.

## Recherche
Les principaux intérêts de recherche de Katoen sont les méthodes formelles, la vérification assistée par ordinateur, en particulier la vérification de modèles, la théorie de la concurrence et la sémantique, en particulier la sémantique des langages de programmation probabilistes.
Avec Christel Baier, il a écrit le livre Principles of Model Checking.

## Carrière
De 1997 à 1999, Katoen est chercheur postdoctoral à l'université d'Erlangen-Nuremberg. En 1999, il devient professeur associé à l'université de Twente, où il occupe toujours un poste à temps partiel. En 2004, il a été nommé professeur ordinaire à l'université polytechnique d'Aix-la-Chapelle.
En 2013, Katoen est devenu Theodore von Kármán Fellow. En 2013 également, il a été élu membre de l'Academia Europaea. En 2017, il a reçu un doctorat honoris causa de l'université d'Aalborg. En 2018, Katoen a reçu une ERC Advanced Grant,. En 2020, Katoen est devenu 'fellow' de l'ACM et en 2021, il a été élu membre de la Société royale néerlandaise des arts et des sciences (KHMW). En 2022, il a été élu membre de l'Académie des sciences, des sciences humaines et des arts de Rhénanie du Nord-Westphalie.
Katoen est membre fondateur du groupe de travail (WG) 1.8 de l'IFIP sur la théorie de la concurrence et membre du WG 2.2 Description formelle des concepts de programmation. De 2006 à 2010, il a été membre du Review College de l'Engineering and Physical Sciences Research Council (en) (EPSRC) britannique. De 2015 à 2019, il a présidé le comité directeur des conférences européennes conjointes sur la théorie et la pratique du logiciel (ETAPS). Depuis 2020, il préside le comité de pilotage de la conférence TACAS (Outils et Algorithmes pour la Construction et l'Analyse de Systèmes).
Pour son engagement en faveur de l'équilibre travail-vie personnelle, en particulier pour les jeunes doctorants avec enfants, il a reçu le prix FAMOS de l'université polytechnique d'Aix-la-Chapelle en 2017.
Il a reçu les prix du meilleur article à ETAPS 2016, IEEE SRDS 2017, LOPSTR 2020 et POPL 2021. En 2022, il a reçu le prix CONCUR test-of-time pour son article CONCUR 1999 et en 2023 le prix Jean-Claude Laprie sur l'informatique fiable pour son article de 2003 avec Baier, Haverkort et Hermanns sur la vérification des modèles des chaînes de Markov en temps continu.